# Kōnin
Cesarz Kōnin (jap. 光仁天皇 Kōnin tennō; ur. 18 listopada 709, zm. 11 stycznia 782) – 49. cesarz Japonii, panował w latach 770-781. Wstąpił na tron po śmierci władczyni Shōtoku (wcześniej panującej jako Kōken), ciesząc się poparciem rodu Fujiwara, który właśnie za jego panowania znacznie wzmocnił swoją pozycję. Spoczywa w kurhanie Tahara no Higashi no Misasagi (田原東陵), znajdującym się na obszarze miasta Nara, dawnej stolicy Japonii.